# 1935 في رومانيا
فيما يلي قوائم الأحداث التي وقعت خلال عام 1935 في رومانيا.

## رياضة
- 21 يوليو – دوري الدرجة الأولى الروماني 1934–35 الفائز نادي ريبنسيا تيميشوارا.

## مواليد

### يناير
- 24 يناير – يوزيف هالر

### يوليو
- 18 يوليو – فاسيلي أليكساندرو لاعب كرة قدم روماني.

## وفيات

### يونيو
- 1 يونيو – آرثر إرز فون ستروسنبيرغ (مواليد 1857)